# П'ятничани (Кам'янець-Подільський район)
П'ятнича́ни — село в Україні, у Гуківській сільській громаді Кам'янець-Подільського району Хмельницької області.

## Назва
Назва походить від церкви, яка до 1756 року була П'ятницькою. Народний переказ стверджує, що спочатку П'ятничани займали місце, де були колишні церковні поля. Між селами П'ятничани і Гуків в лісі за переказом був чоловічий монастир, знищений татарами. На цьому місці знаходилася криниця, кам'яний хрест і купи каміння.
Інша місцева легенда розповідає що: 
| На полудневому схилі, був посаджений виноградник. На цій плантації було влаштовано три дубових чани під виноградний сік. Колись на всій низовині Збруча вирощували вербову лозу, з якої люди плели кошики для збирання винограду. Через деякий час виноградник розрісся і давав більше плодів. Вино в три чани вже не вміщалось, довелося робити ще два чани і разом стало п'ять чанів. Шлях сполучення у ті часи був найкращий водою. Отже, пливуть купці на човнах і питають: «Куди сьогодні подамося за вином?». Інші відповідають: «У П'ятьчани». Звідси і пішла назва села П'ятничани. |

## Географія
Подільське село П'ятничани розташоване в південно-західній частині України, на лівому березі річки Збруч, за 32 кілометра автодорогами від міста Кам'янець-Подільський.

### Клімат
П'ятничани знаходяться в межах вологого континентального клімату із теплим літом. Але діяльність людини досить часто призводить до екоциду, поганих змін та глобального потепління. Рівень наповнення річок водою по області становить лише 20 % від необхідного стандарту, значна частина земної поверхні стає посушливою. Для покращення ситуації варто було б проводити ревайлдинг, відновлювати екосистеми та лісові насадження.

## Історія

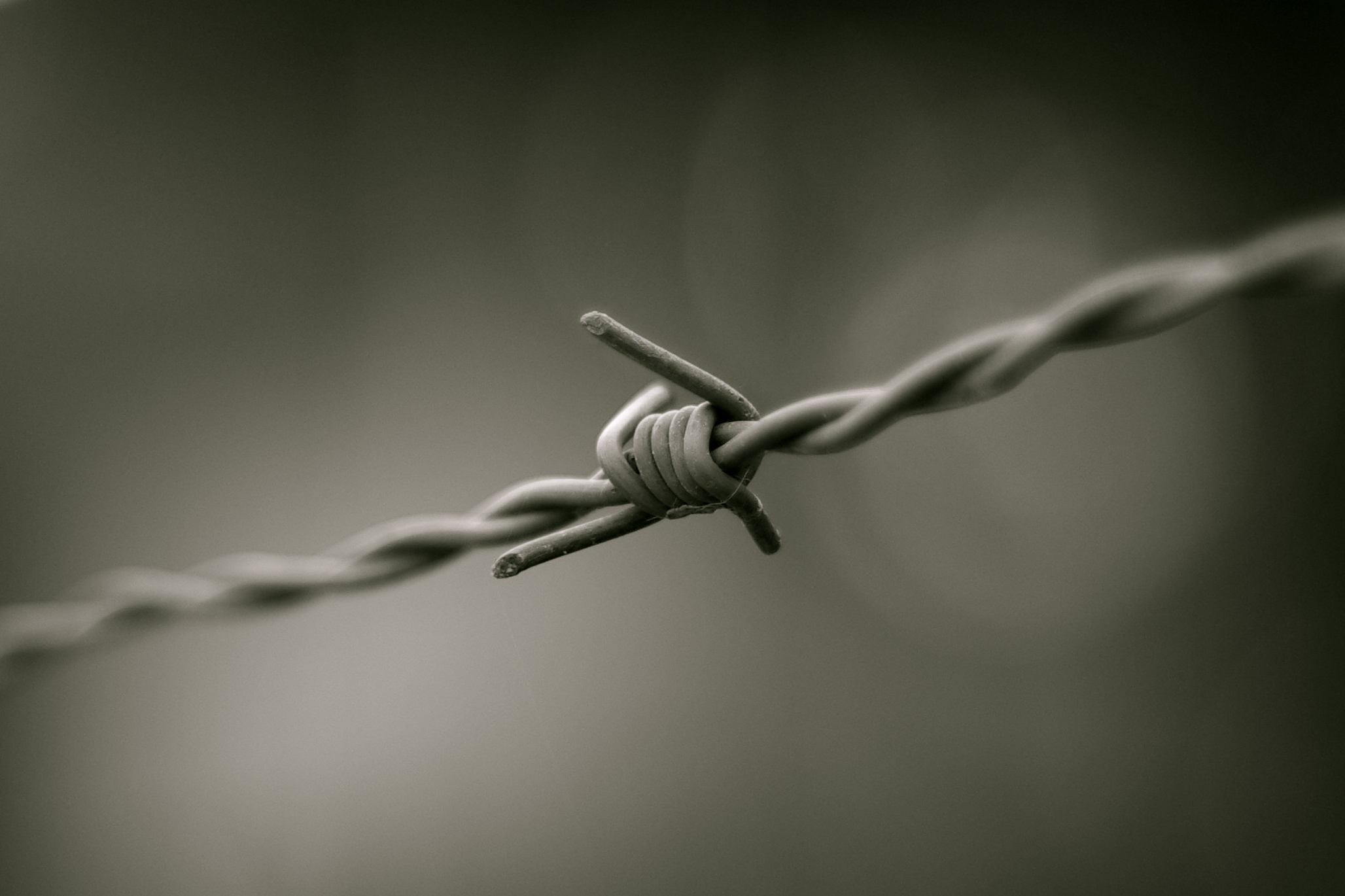
[http://www.reabit.org.ua/nbr/?st=3®ion=&ss=Рудківці&logic=or&f1_type=begins&f1_str=&f2_type=begins&f2_str=&f3_type=begins&f3_str=&f4_from=&f4_till=&f7%5B%5D=all&f14%5B%5D=all#list Національний банк репресованих

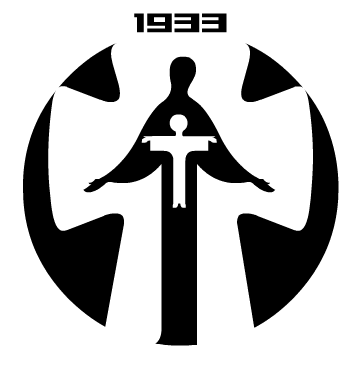
[https://victimsholodomor.org.ua/khmelnytsky/easytable/25-peoples-new.html?start=300 Список жертв Голодомору, Хмельницька область

Село П'ятничани в документах згадується в XV столітті. У 1570 році галицький каштелян Станіслав Лянцкоронський отримав право доживоття на село.
За люстрацією кам'янецького каштеляна Войцеха Гумецького в 1616 році П'ятничани належали до Скальського староства і знаходились у посіданні Барбари Лянцкоронської.
В 1636 р. П'ятничани належали до Червоногородського староства та були у володінні Станіслава Лянцкоронського.
У 1668 році в П'ятничанах нараховувалось сім плугів і дев'ять косарів. Була збудована мала дерев'яна церква.
З 1772 року стало прикордонним селом, після приєднання Поділля до Російської імперії.
Селяни були звільнені від кріпосного права в 1861 році. На честь цієї події в багатьох селах Поділля на в'їздах встановлювали пам'ятні фігури, такі збереглись в селах: Нігин, Черче. Ця традиція помаленьку відновлюється, встановлюються статуї Божої Матері чи інші фігури.
1863 року селяни втрачають можливість користуватись рідною мовою, видано таємне розпорядження — Валуєвський циркуляр, що наказував призупинити видання значної частини книг, написаних українською мовою, а згодом доповнено Емським указом.
Наприкінці XIX століття П'ятничани налічували 80 осель та 460 мешканців. На той час в П'ятничанах був прикордонний пост.
7 (20) листопада 1917 року, відповідно до Третього Універсалу Української Центральної Ради, увійшло до складу Української Народної Республіки.
Внаслідок поразки Перших визвольних змагань на початку XX століття, село надовго окуповане російсько-більшовицькими загарбниками.
Радянська окупація принесла колективізацію та розкуркулення, мешканці села зазнали репресій. Багатьох частинах Поділля відбувались масові селянські повстання, проти радянської влади.
В 1932–1933 селяни села пережили Голодомор. Коли почався голод, усе більше людей намагалося втекти на правий берег річки Збруч. Голод 1932-33 років остаточно зламав опір селян, які були проти колективізації, і посилив колгоспну систему господарювання, що і входило в плани влади.
Роки Великого терору 1936-1937 вбито осіб різних національностей і професій, багато людей було виселлено як сім'ї «ворогів народу».
До 1939 року по річці Збруч проходив кордон із Польщею, так з 1 листопада 1926 по 1 листопада 1927 польські прикордонники затримали 9509 перебіжчиків із радянської сторони, люди тікали від радянських репресій, у зворотному напрямку, за той же період 745 осіб.
По закінченню Другої світової війни у 1946—1947 роках мешканці села вчергове пережили голод.
З 1991 року в складі незалежної України.
15 вересня 2016 року шляхом об'єднання сільських територіальних громад, село увійшло до складу Чемеровецької селищної громади. Об'єднання в громаду має створити умови для формування ефективної і відповідальної місцевої влади, яка зможе забезпечити комфортне та безпечне середовище для проживання людей.
До адміністративної реформи 19 липня 2020 року село належало до Чемеровецького району, після його ліквідації, увійшло до складу Кам'янець-Подільського району.
26 липня 2022 року релігійна громада храму Успіння Пресвятої Богородиці села перейшла з Московського патріархату в Православну Церкву України. Вперше, в місцевій церкві пролунала молитва українською мовою.

### Друкарня УПА
Друкарня УПА Чортківського окружного Проводу ОУН знаходилась у селі П'ятничани Орининського району, в криївці. Тут друкували тексти підпільних видань, множили їх на циклостилевому апараті, зшивали брошури, запаковували у спеціальні торбинки, в яких вони передавалися для розповсюдження на території Кам'янець-Подільської, Вінницької та Київської областей.
Підпільна друкарня була виявлена чекістами вранці 26 грудня 1949 в садибі Васильківських та ліквідована. В типографії було вилучено: 2 ручних кулемета, автомат, 3 пістолети, 5 гранат, набої, 2 друкарські машинки, типографське обладнання (друкарський станок, 5 кг шрифту, 39 кліше для листівок, декілька кілограм чистого паперу, фарба), радіоприймач, фотоприлади, близько 10 тисяч екземплярів листівок й велика кількість внутрішнього листування підпілля.

## Населення
Населення становить 605 осіб станом на 2001 рік.
2015 року селі мешкало 480 осіб.

### Мова
У селі поширені західноподільська говірка та південноподільська говірка, що відносяться до подільського говору, який належить до південно-західного наріччя.
Розподіл населення за рідною мовою за даними перепису 2001 року:
| Мова            | Відсоток |
| --------------- | -------- |
| українська      | 97,69%   |
| російська       | 1,82%    |
| інші/не вказали | 0,49%    |

## Релігія
- Церква Успіння Пресвятої Богородиці (ПЦУ, кам'яна).

## Пам'ятки
Село розташоване у межах національного природного парку «Подільські Товтри».

## Цікаві факти
Уродженець села, веломандрівник, краєзнавець і вікіпедист Петро Грушко в 2025 році вдруге поспіль здобув  перше місце у номінації «За найбільшу кількість сфотографованих пам’яток» конкурсу «Вікі любить пам’ятки».

## Відомі люди
Народилися
- Сергій Кротік (нар. 1937) — український господарник, заслужений працівник сільського господарства України.
- Володимир Літкевич (нар. 1958) — український науковець, краєзнавець, кандидат юридичних наук[12].
- Сергій Мелимука (1975—2014) — український військовослужбовець, учасник російсько-української війни.
- Наталія Фаліон (нар. 1958) — українська співачка, педагог та культурна діячка, заслужена працівниця культури України. Художній керівник творчого колективу «Лісапетний батальйон» (с. П'ятничани Кам'янець-Подільського району) та естрадно-фольклорного гурту «Забава» (смт Скала-Подільська Чортківського району).

## У літературі
У 2011 році уродженець села Володимир Літкевич видав книгу про село «Історія села П'ятничани. Хмельницька область, Чемеровецький район (1493-1960 роки)».

## Світлини

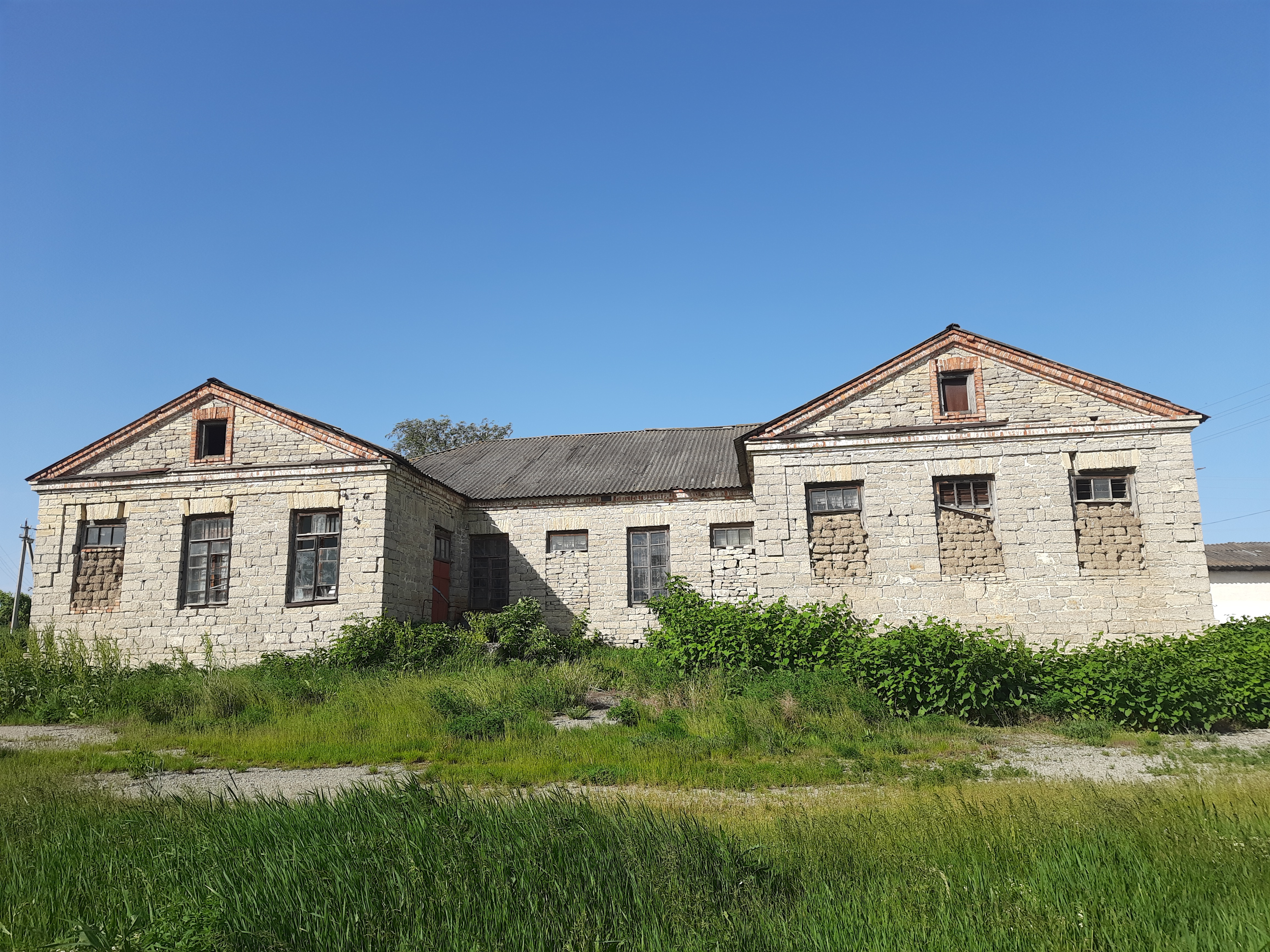
Прикордонна застава (1920-і рр)
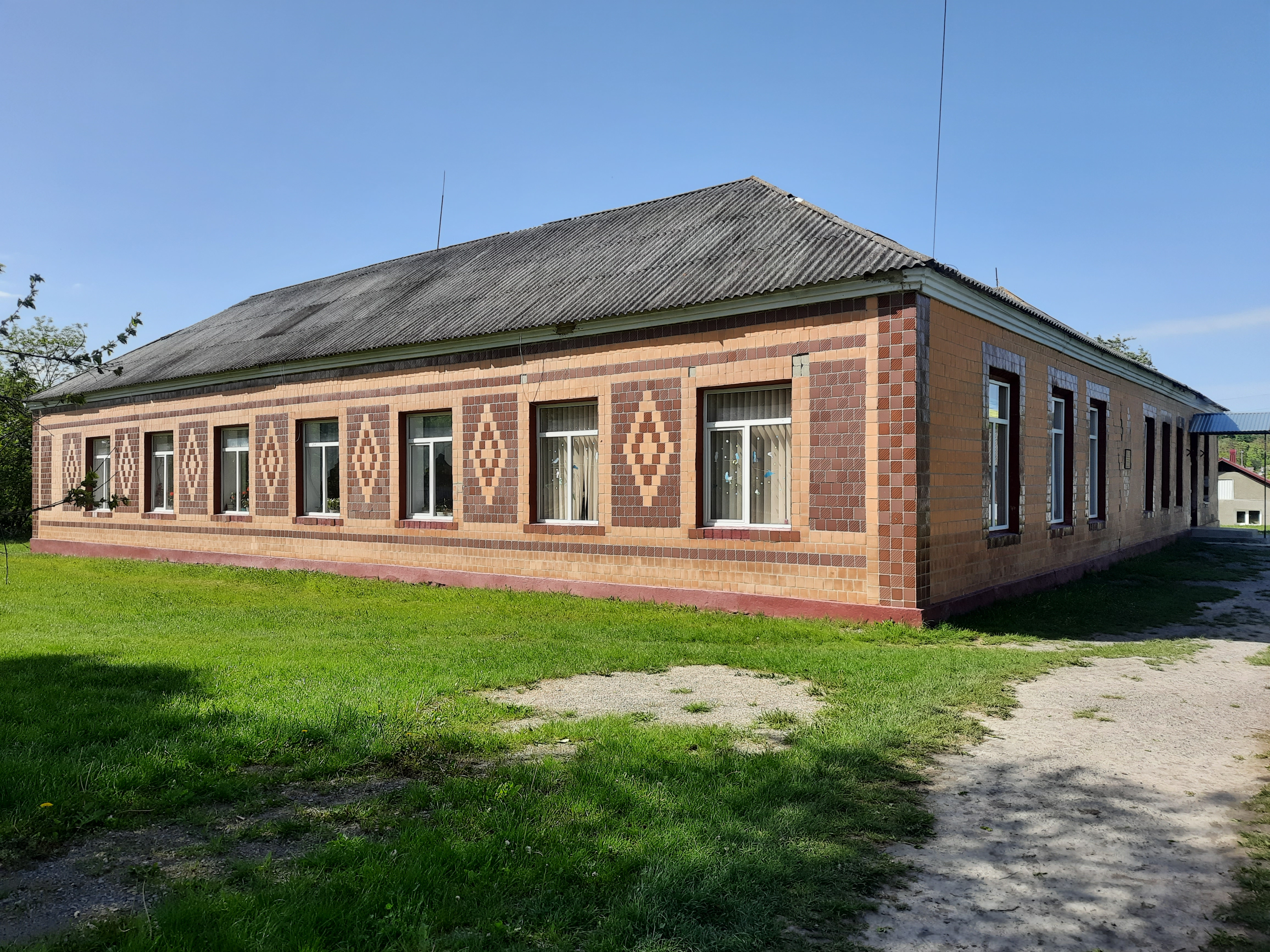
Школа збудована у 1920-их рр
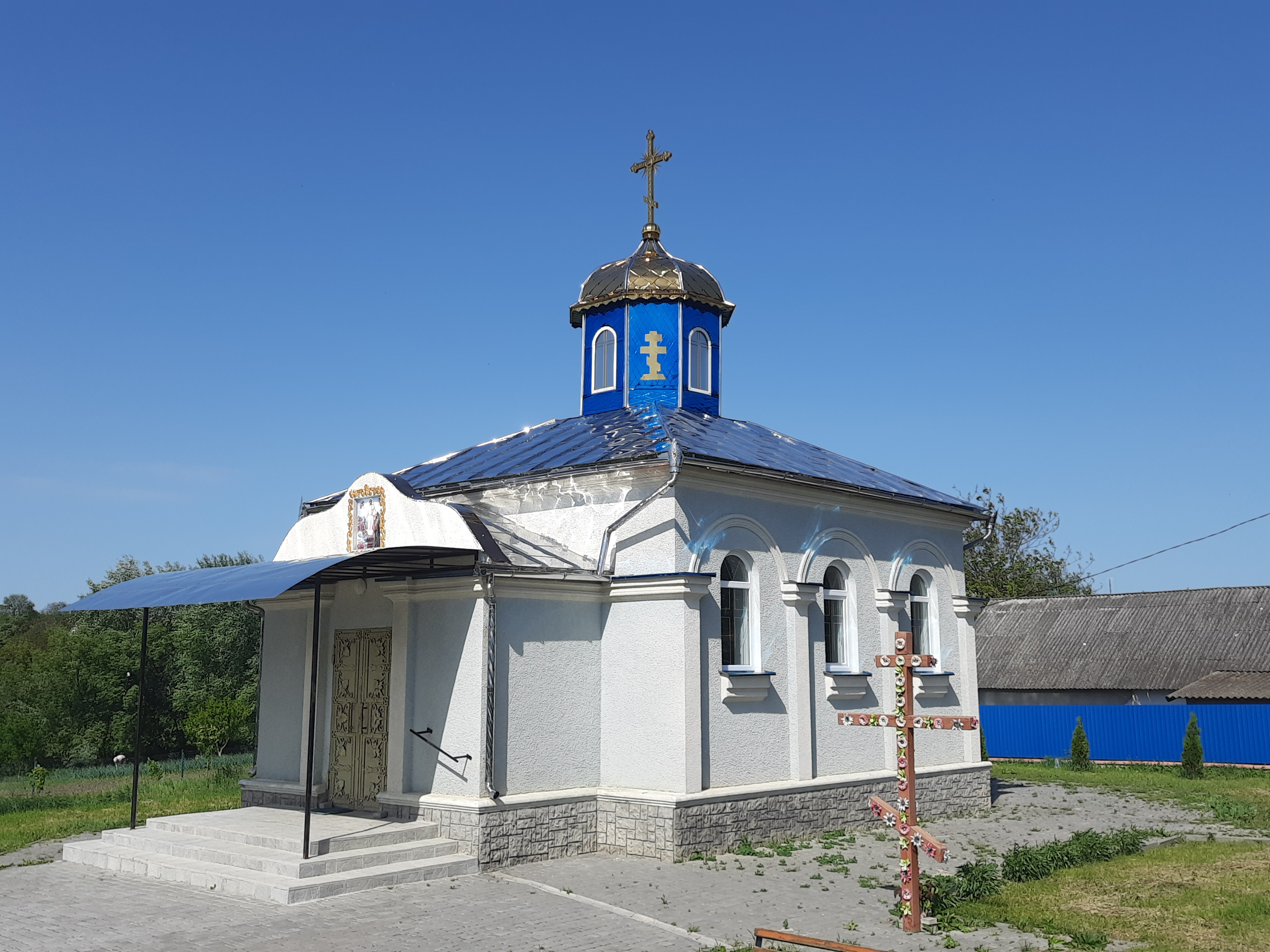
Успенська церква
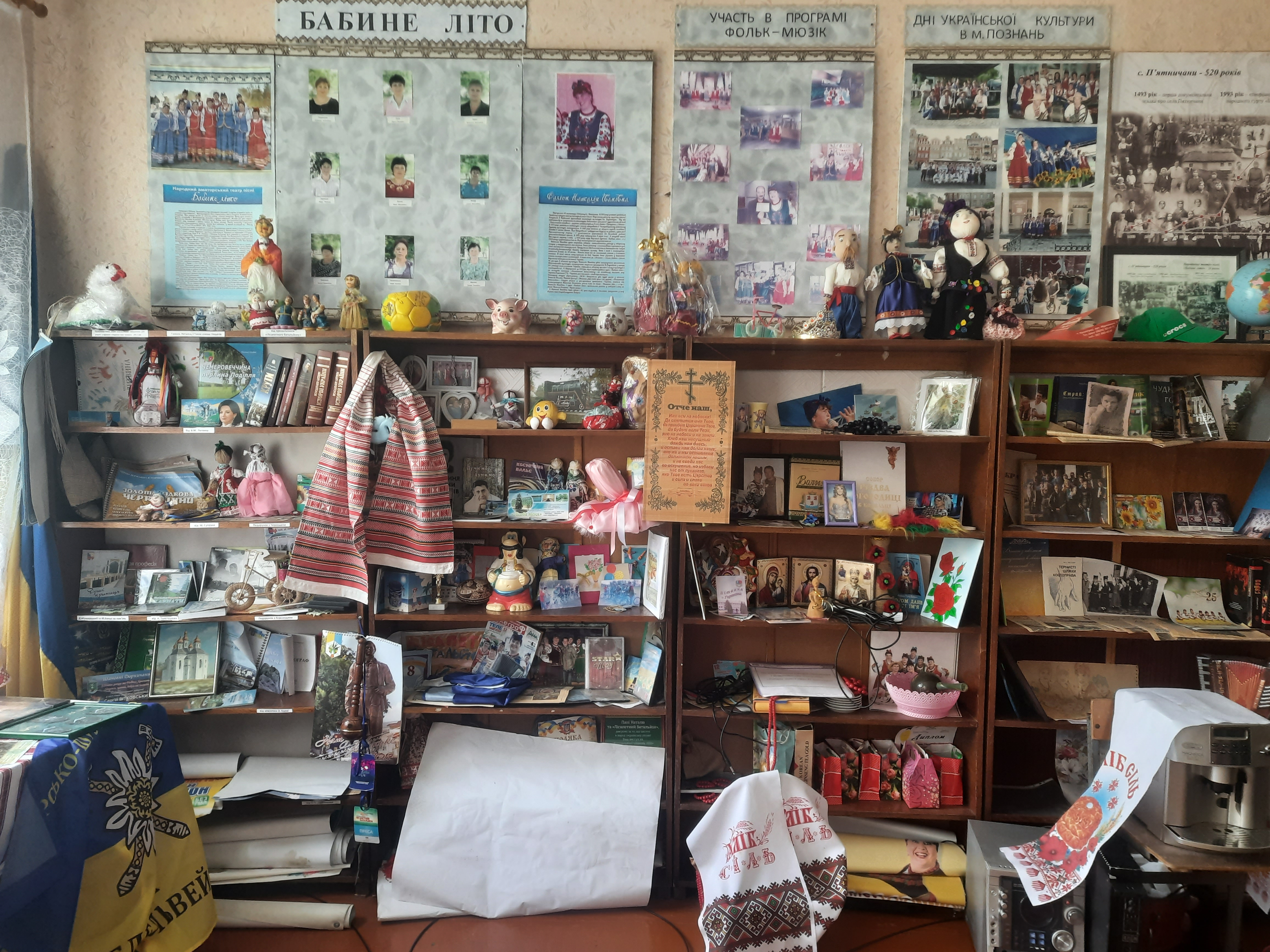
Музей гурту «Лісапетний батальйон» в Будинку культури
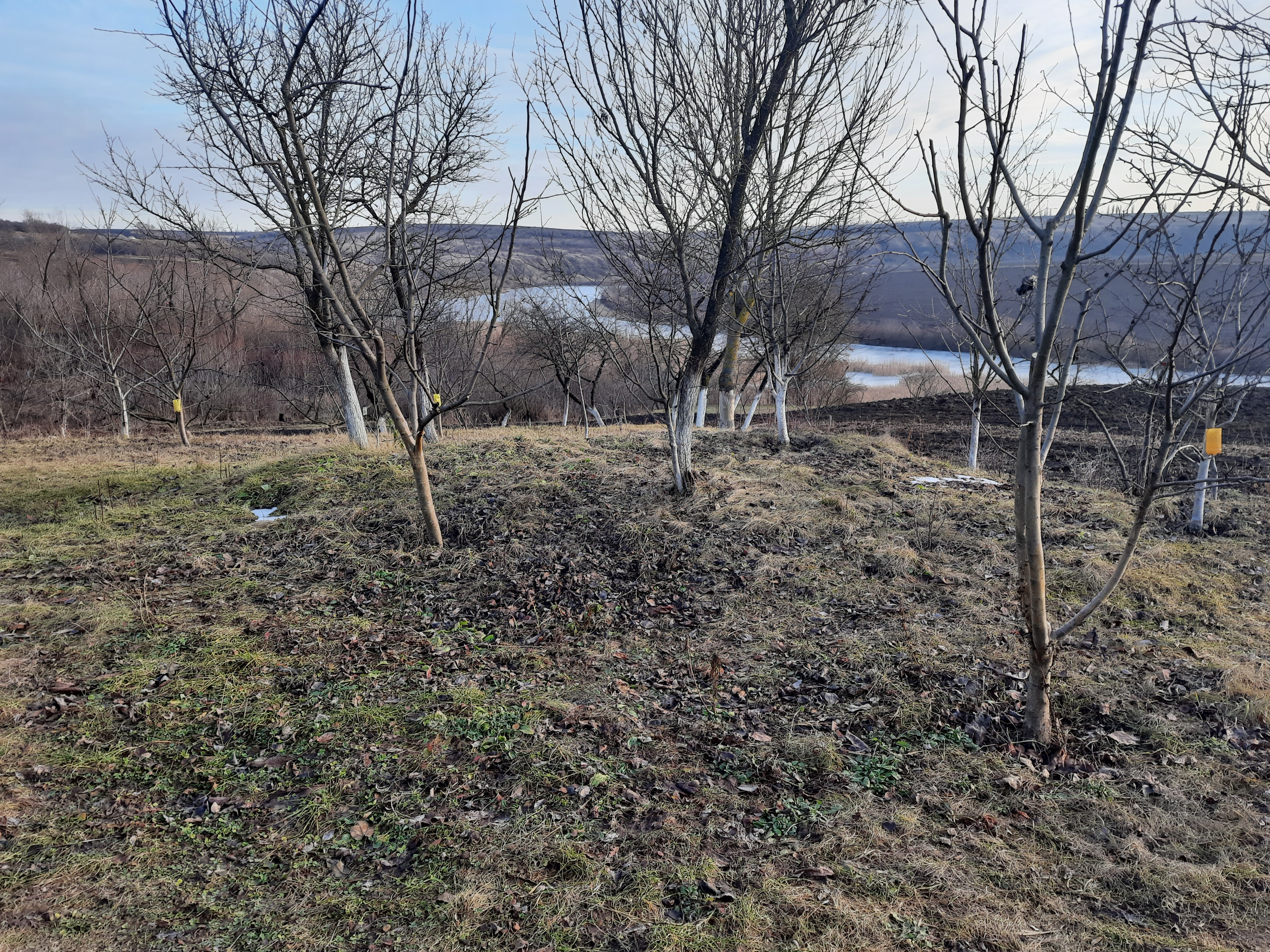
Місце, де знаходилась садиба Васильківських з друкарнею УПА
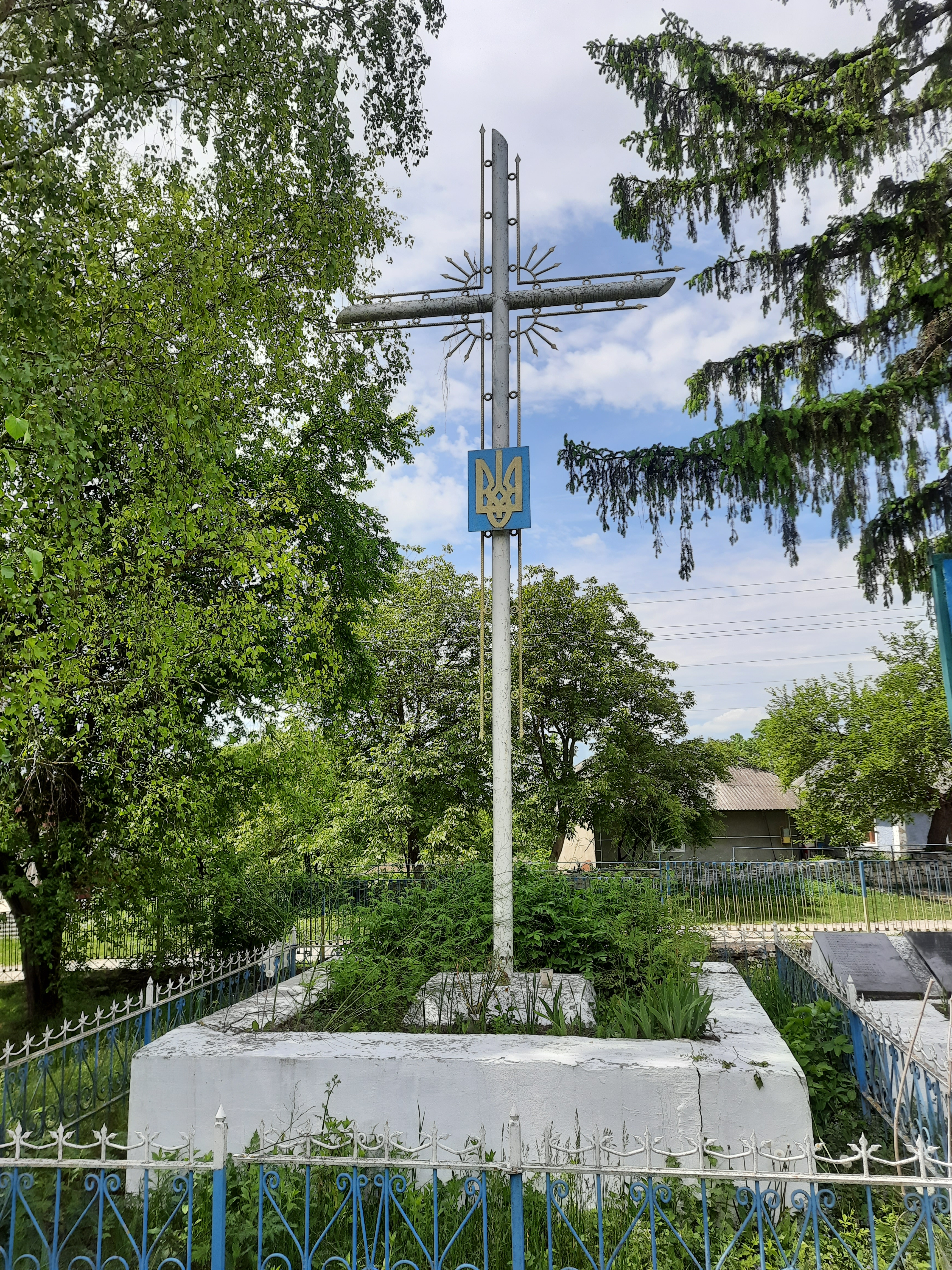
Пам'ятний хрест встановлений у 1995 р. в честь підпільників УПА